# Rudolf Kučera (fotbalista)
Rudolf Kučera (23. ledna 1940 Spytihněv – 11. května 2024 Praha) byl český fotbalista, útočník, československý reprezentant. Roku 2007 získal Cenu Václava Jíry.

## Fotbalová kariéra
Za československou reprezentaci odehrál 7 zápasů a vstřelil v nich 3 góly. Byl považován za jeden z největších talentů české kopané všech dob, jeho kariéru však předčasně ukončilo vážné zranění (20. listopadu 1963 ho – možná úmyslně – udeřil loktem do hlavy obránce Górniku Zabrze Stanisław Oślizło). Patřil ke slavné generaci Dukly Praha 60. let, s Duklou získal čtyři mistrovské tituly (1961, 1962, 1963, 1964) a jeden Československý pohár (1961). Jako sedmnáctiletý po výkonech v druholigovém Gottwaldově dostal pozvánku do juniorské reprezentace. Do Dukly přestoupil v roce 1959. V československé lize nastoupil k 121 utkáním a vstřelil 44 branek. V roce 1961 se stal se 17 góly nejlepším střelcem ligy (spolu s Ladislavem Pavlovičem). V témže roce se stal nejlepším střelcem Amerického poháru. K prvnímu zápasu v reprezentaci nastoupil v utkání kvalifikace na MS 1962 proti Irsku. V Poháru mistrů evropských zemí nastoupil ve 14 utkáních a dal 10 gólů.
Spisovatel Ota Pavel Kučeru učinil hrdinou své povídky Haló, taxi. V povídce přijede do Prahy americký turista a nadšeně vypráví taxikáři o zázračném "Rudi Kucerovi", kterého před pár lety obdivoval při Americkém poháru. Ten Dukla v 60. letech čtyřikrát vyhrála. V závěru se čtenář – na rozdíl od turisty – dozvídá, že oním taxikářem je sám Rudolf Kučera, po předčasném konci kariéry se totiž taxislužbou Kučera opravdu živil. Povídka vyšla v souboru Syn celerového krále.

## Ligová bilance
| Ročník                                   | Zápasy | Góly | Klub        |
| ---------------------------------------- | ------ | ---- | ----------- |
| 1. československá fotbalová liga 1959/60 | 13     | 2    | Dukla Praha |
| 1. československá fotbalová liga 1960/61 | 20     | 17   | Dukla Praha |
| 1. československá fotbalová liga 1961/62 | 17     | 13   | Dukla Praha |
| 1. československá fotbalová liga 1962/63 | 18     | 6    | Dukla Praha |
| 1. československá fotbalová liga 1963/64 | 10     | 6    | Dukla Praha |
| CELKEM 1. československá liga            | 78     | 44   |             |